# Coppa Korać 1986-1987
La Coppa Korać 1986-1987 di pallacanestro maschile venne vinta dal Barcellona.

## Risultati

### Turno preliminare
| Team #1                 | Agg.      | Team #2                    | Andata  | Ritorno |
| ----------------------- | --------- | -------------------------- | ------- | ------- |
| Karşıyaka               | 161 - 160 | Hellas Gent                | 87-68   | 74-92   |
| Sanjoanense Madeira     | 102 - 185 | Maccabi Etterbeek          | 54-93   | 48-92   |
| Elitzur Netanya         | 167 - 218 | Keravnos                   | 139-54  | 107-52  |
| Vevey                   | 180 - 178 | Gin MG-Sarriá Barcelona    | 98-106  | 97-119  |
| Videoton Székesfehérvár | 175 - 165 | Çukurova Sanayi            | 93-75   | 82-90   |
| CEP Fleurus             | 182 - 203 | Jugoplastika Spalato       | 104-103 | 78-100  |
| UU-Korihait             | 193 - 158 | DTV Charlottenburg Berlino | 100-72  | 93-86   |
| ZSKA Sofia              | 162 - 172 | PAOK Salonicco             | 85-83   | 77-89   |
| Portsmouth BC           | 158 - 165 | Šibenka                    | 96-76   | 62-89   |
| Athleta Juvenis Sliema  | 87 - 166  | ES Avignone                | 35-83   | 52-83   |
| AB Contern              | 131 - 209 | RUS Mariandenne            | 67-107  | 64-102  |
| AEL Limassol            | 158 - 238 | Panionios Atene            | 74-122  | 84-116  |
| Apollon Patrasso        | 151 - 205 | Hapoel Tel Aviv            | 71-88   | 80-117  |

### Primo turno
| Team #1                 | Agg.      | Team #2              | Andata  | Ritorno |
| ----------------------- | --------- | -------------------- | ------- | ------- |
| Karşıyaka               | 153 - 167 | Budućnost Titograd   | 71-82   | 82-85   |
| Maccabi Etterbeek       | 194 - 198 | CAI Saragozza        | 112-91  | 82-107  |
| Elitzur Netanya         | 171 - 179 | Cantù                | 85-91   | 86-88   |
| Gin MG-Sarriá Barcelona | 195 - 208 | Olympique d'Antibes  | 113-100 | 92-108  |
| Videoton Székesfehérvár | 132 - 198 | ESM Challans         | 77-107  | 55-91   |
| Fribourg Olympic        | 201 - 239 | Jugoplastika Spalato | 81-119  | 65-120  |
| UU-Korihait             | 149 - 187 | Spartak Leningrado   | 80-90   | 69-97   |
| PAOK Salonicco          | 153 - 159 | Partizan Belgrado    | 79-69   | 75-90   |
| Zalaegerszegi TE        | 165 - 210 | Šibenka              | 84-96   | 81-114  |
| ES Avignone             | 160 - 174 | Estudiantes Madrid   | 74-86   | 86-88   |
| RUS Mariandenne         | 198 - 144 | Olympiacos Pireo     | 95-70   | 103-74  |
| Panionios Atene         | 137 - 169 | Berloni Torino       | 66-70   | 71-99   |
| Hapoel Tel Aviv         | 167 - 197 | Varese               | 92-85   | 75-112  |

### Quarti di finale
Mobilgirgi Juvecaserta, Barcellona e CSP Limoges  ammesse direttamente al turno successivo.

#### Gruppo A
|    | Squadra            | G | V | P | PF  | PS  | Dif | P.ti |
| -- | ------------------ | - | - | - | --- | --- | --- | ---- |
| 1. | CSP Limoges        | 6 | 5 | 1 | 593 | 522 | +71 | 11   |
| 2. | Cantù              | 6 | 4 | 2 | 546 | 516 | +30 | 10   |
| 3. | Spartak Leningrado | 6 | 3 | 3 | 489 | 510 | -21 | 9    |
| 4. | Šibenka            | 6 | 0 | 6 | 521 | 601 | -80 | 6    |

#### Gruppo B
|    | Squadra              | G | V | P | PF  | PS  | Dif | P.ti |
| -- | -------------------- | - | - | - | --- | --- | --- | ---- |
| 1. | Barcellona           | 6 | 4 | 2 | 555 | 468 | +87 | 10   |
| 2. | Varese               | 6 | 3 | 3 | 525 | 507 | +18 | 9    |
| 3. | Olympique d'Antibes  | 6 | 3 | 3 | 533 | 567 | -34 | 9    |
| 4. | Jugoplastika Spalato | 6 | 2 | 4 | 493 | 564 | -71 | 8    |

#### Gruppo C
|    | Squadra           | G | V | P | PF  | PS  | Dif | P.ti |
| -- | ----------------- | - | - | - | --- | --- | --- | ---- |
| 1. | CAI Saragozza     | 6 | 4 | 2 | 542 | 520 | +22 | 10   |
| 2. | Partizan Belgrado | 6 | 4 | 2 | 590 | 561 | +29 | 10   |
| 3. | Berloni Torino    | 6 | 2 | 4 | 528 | 531 | -3  | 8    |
| 4. | RUS Mariandenne   | 6 | 2 | 4 | 504 | 552 | -48 | 8    |

#### Gruppo D
|    | Squadra                | G | V | P | PF  | PS  | Dif | P.ti |
| -- | ---------------------- | - | - | - | --- | --- | --- | ---- |
| 1. | Mobilgirgi Juvecaserta | 6 | 6 | 0 | 570 | 527 | +43 | 12   |
| 2. | Estudiantes Madrid     | 6 | 3 | 3 | 614 | 595 | +19 | 9    |
| 3. | ESM Challans           | 6 | 2 | 4 | 539 | 544 | -5  | 8    |
| 4. | Budućnost Titograd     | 6 | 1 | 5 | 537 | 594 | -57 | 7    |

### Semifinali
| Team #1                | Agg.      | Team #2     | Andata | Ritorno |
| ---------------------- | --------- | ----------- | ------ | ------- |
| CAI Saragozza          | 167 - 189 | CSP Limoges | 76-85  | 91-104  |
| Mobilgirgi Juvecaserta | 184 - 200 | Barcellona  | 96-87  | 88-113  |

### Finale
| Team #1    | Agg.      | Team #2     | Andata | Ritorno |
| ---------- | --------- | ----------- | ------ | ------- |
| Barcellona | 203 - 171 | CSP Limoges | 106-85 | 97-86   |

| Coppa Korać 1986-1987 |
| --------------------- |
| Barcellona 1º titolo  |

## Formazione vincitrice
| N° | Naz.                   | Ruolo | Sportivo                  |  | Alt. |  |
| -- | ---------------------- | ----- | ------------------------- |  | ---- |  |
| 4  | Spagna (bandiera)      | AG    | Andrés Jiménez            |  |      |  |
| 5  | Spagna (bandiera)      | P     | Joaquim Costa             |  |      |  |
| 6  | Spagna (bandiera)      | A     | Chicho Sibilio            |  |      |  |
| 7  | Spagna (bandiera)      | P     | Ignacio Solozábal         |  |      |  |
| 8  | Spagna (bandiera)      | C     | Steve Trumbo              |  |      |  |
| 9  | Stati Uniti (bandiera) | A     | Kenny Simpson             |  |      |  |
| 10 | Spagna (bandiera)      | C     | Julián Ortiz              |  |      |  |
| 11 | Spagna (bandiera)      | C     | Juan Domingo de la Cruz   |  |      |  |
| 12 | Spagna (bandiera)      | P     | Jordi Soler               |  |      |  |
| 13 | Spagna (bandiera)      | C     | Ferrán Martínez           |  |      |  |
| 14 | Stati Uniti (bandiera) | C     | Wallace Bryant            |  |      |  |
| 15 | Spagna (bandiera)      | GA    | Juan Antonio San Epifanio |  |      |  |
|    | Spagna (bandiera)      | All.  | Aíto García Reneses       |  |      |  |